# ウェイン・マーシャル
ウェイン・マーシャル（Wayne Marshall、1986年1月7日 - ）は、アメリカ合衆国のバスケットボール選手。ポジションはセンター。

## 来歴
ペンシルベニア州出身。テンプル大学を卒業し、2009-10シーズンはロートンフォート-シルキャバリー(アメリカ・PBL)に所属。その後、2010年夏にバンクーバータイアンズ（IBL）でプレーをした後、同年秋に日本プロバスケットボールリーグ（bjリーグ）の大阪エヴェッサに加入した。背番号は50番。大阪には2シーズン所属し、2010-11シーズンはファイナル4に進出してのシーズン3位、2011-12シーズンもプレイオフ・カンファレンスセミファイナル進出に貢献。1試合平均ブロックショット1.6本でリーグ6位。
2012年オフ、信州ブレイブウォリアーズに移籍。2013年1月5日の千葉ジェッツ戦にて左膝蓋腱断裂の大怪我を負ったため、選手契約は解除されたが、コーチとしてチームに残留した。2012-13シーズンは怪我をするまで24試合に出場し、FG成功率53.3パーセントで1試合平均14.6得点、7.3リバウンド、2ブロック（リーグ4位）。
2013年オフ、横浜ビー・コルセアーズに移籍。背番号は44番。故障からの復帰となった2013-14シーズンは48試合に出場。ブロックショットでリーグ1.35本で8位に入った。2014-15シーズンも横浜と契約したが、10月19日の青森ワッツ戦で再び左膝を負傷。しばらくは治療をしつつ試合出場を続けたが、回復が思わしくないため手術をし、11月15日よりベンチ登録を外れた。2015年1月17日の信州戦より復帰。同シーズンをもって契約満了。
2015-16シーズンは島根スサノオマジックと契約。Bリーグ発足初年度の2016-17シーズンも島根に所属。
2017年オフ、金沢武士団に移籍。
2018年2月17日に行われたバンビシャス奈良戦で、個人通算1000得点を達成した。
2018年オフ、信州ブレイブウォリアーズに移籍。

## 記録
| シーズン | チーム | GP | GS | MPG  | FG%  | 3P%  | FT%  | RPG | APG | SPG | BPG | TO  | PPG  |
| -------- | ------ | -- | -- | ---- | ---- | ---- | ---- | --- | --- | --- | --- | --- | ---- |
| 2010-11  | 大阪   |    |    |      |      |      |      |     |     |     |     |     |      |
| 2011-12  | 大阪   | 48 |    | 29.3 | .456 | .429 | .626 | 6.9 | 1.6 | 0.7 | 1.6 | 2.0 | 11.2 |
| 2012-13  | 信州   | 24 |    | 25.9 | .533 | .500 | .769 | 7.3 | 1.1 | 0.8 | 2.0 | 1.5 | 14.6 |
| 2013-14  | 横浜   | 48 |    | 22.8 | .485 | .000 | .566 | 5.1 | 1.2 | 0.5 | 1.4 | 1.9 | 11.0 |
| 2014-15  | 横浜   | 38 |    | 24.8 | .467 | .000 | .637 | 5.9 | 2.1 | 1.0 | 1.0 | 2.0 | 11.3 |
| 2015-16  | 島根   |    |    |      |      |      |      |     |     |     |     |     |      |
| 2016-17  | 島根   | 59 |    |      | .529 | .316 | .650 | 7.1 | 1.5 | 0.9 | 1.4 |     | 11.6 |
| 2017-18  | 金沢   | 53 |    |      | .547 | .167 | .718 | 7.0 | 1.4 | 0.8 | 1.6 |     | 11.9 |
| 2018-19  | 信州   | 51 |    |      | .594 | .361 | .747 | 9.8 | 1.9 | 1.4 | 2.1 |     | 22.5 |
| 2019-20  | 信州   | 43 |    |      | .551 | .309 | .767 | 8.2 | 2.5 | 0.8 | 2.1 |     | 19.5 |
| 2020-21  | 信州   | 44 |    |      | .534 | .360 | .763 | 6.3 | 2.2 | 0.6 | 1.3 |     | 17.0 |